# Шальнов Валерій Дмитрович
Валерій Дмитрович Шальнов (рос. Валерий Дмитриевич Шальнёв; нар. 26 червня 1949, Липецьк, РРФСР) — радянський футболіст, виступав на позиції захисника.

## Життєпис
З 1968 року почав виступати за липецький «Металург». У 1974 році після конфлікту з Віктором Бєловим транзитом через смоленську «Іскру» перейшов у ЦСКА. За два роки провів у чемпіонаті 19 поєдинків, відзначився одним голом. 1977 рік провів у дніпропетровському «Дніпрі», наступного року повернувся до Липецька, гда завершив кар'єру в 1980 році. За дев'ять сезонів у «Металурзі» зіграв 296 матчів.
Закінчив Липецький державний педагогічний інститут (1981).
Працював селекціонером у СДЮШОР «Металург» (Липецьк).